# Étienne Bally
Étienne Marcel Bally (ur. 17 kwietnia 1923 w Vénissieux, zm. 10 stycznia 2018 tamże) – francuski lekkoatleta sprinter, mistrz i wicemistrz Europy.
Bally startował na mistrzostwach Europy w 1946 w Oslo, gdzie w biegu na 100 metrów zajął 4. miejsce. Nie znalazł się jednak w składzie francuskiej sztafety 4 × 100 metrów, która na tych mistrzostwach zdobyła srebrny medal. Na igrzyskach olimpijskich w 1948 w Londynie odpadł w eliminacjach biegu na 200 metrów, a eliminacyjnego biegu na 100 metrów nie ukończył.  
Największe sukcesy Bally odniósł na mistrzostwach Europy w 1950 w Brukseli. Zdobył tam złoty medal na 100 m oraz srebrne na 200 m i w sztafecie 4 × 100 m (biegł na pierwszej zmianie, a po nim Jacques Perlot, Yves Camus i Jean-Pierre Guillon).
Na igrzyskach olimpijskich w 1952 w Helsinkach odpadł w ćwierćfinałach na 100 m i na 200 m, a w sztafecie 4 × 100 m zajął wraz z kolegami (Alain Porthault, Yves Camus i René Bonino) zajął 5. miejsce.
Były rekordzista Francji w biegach na 100 i 200 metrów a także w sztafecie 4 × 100 metrów.

## Rekordy życiowe
- bieg na 100 metrów – 10,5 (1947)
- bieg na 200 metrów – 21,3 (1939)